# Greg Hetson

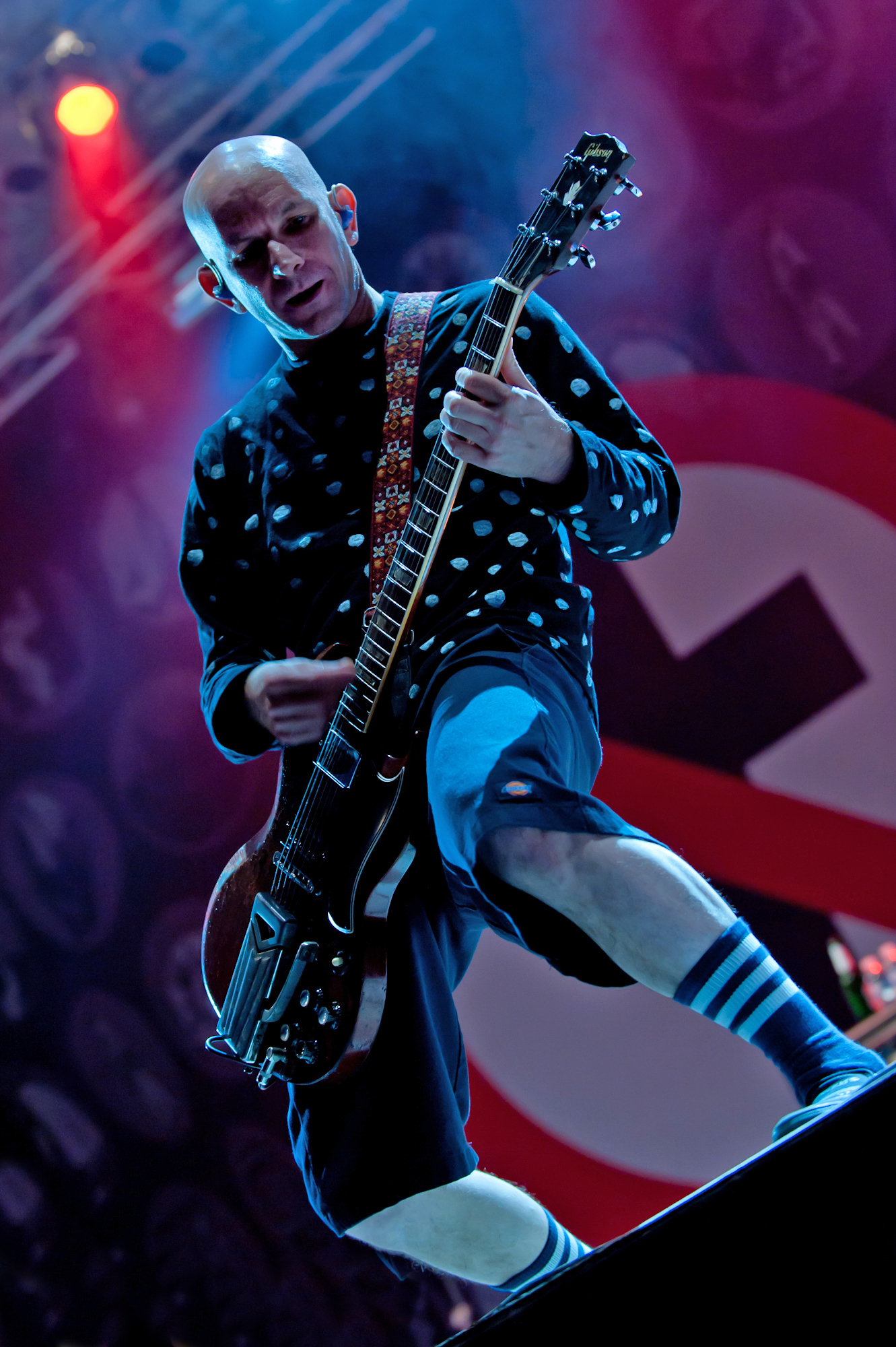
Greg Hetson mit der Band Bad Religion beim Festival Rocco del Schlacko 2010

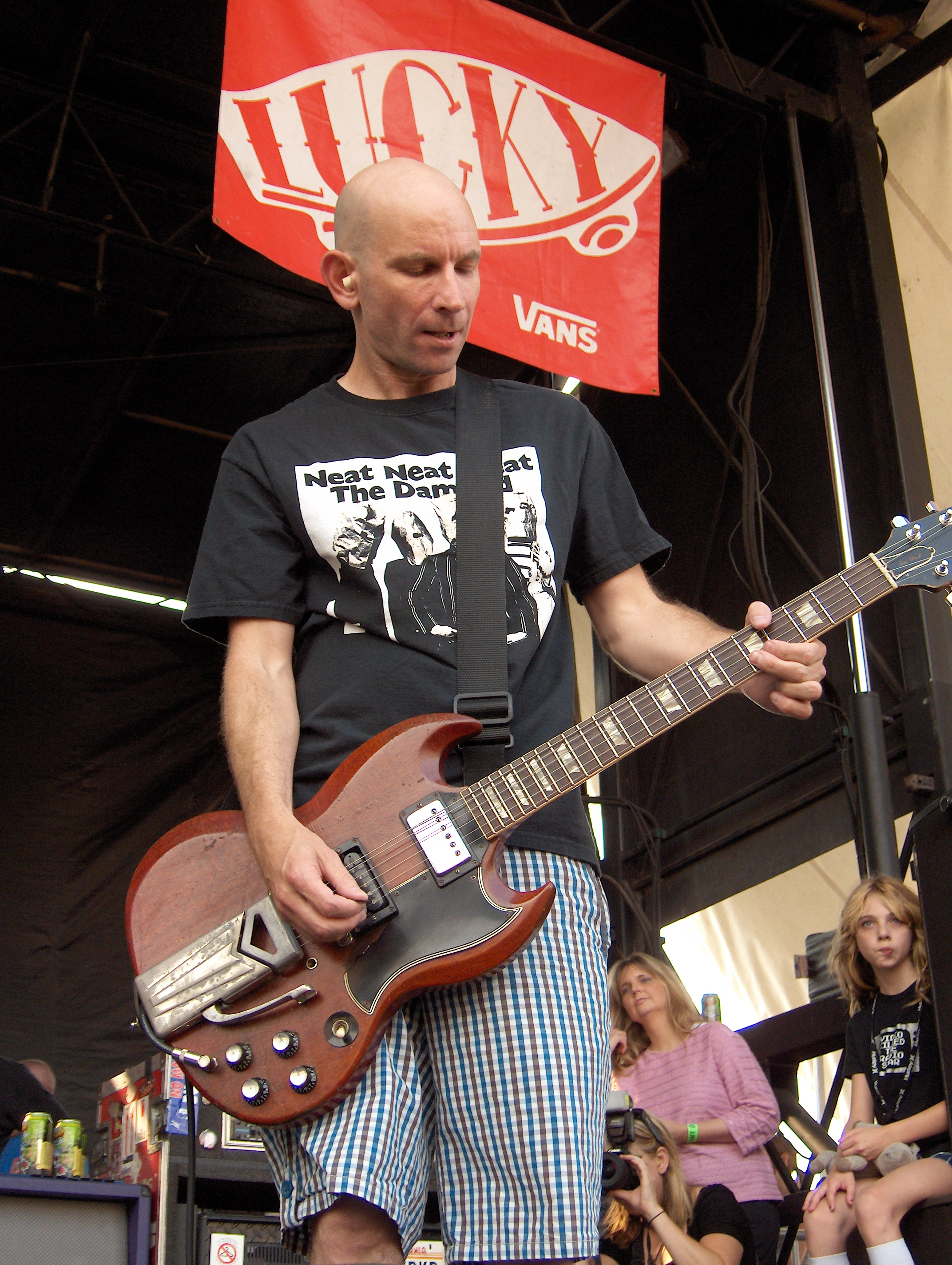
Greg Hetson (2007)

Greg Hetson (* 29. Juni 1961 in Brooklyn, New York City) ist ein US-amerikanischer Hardcore-Punk- und Punk-Rock-Gitarrist.
Er ist Mitglied und Leadgitarrist der alteingesessenen Punk-Band Circle Jerks und war bis 2013 Rhythmusgitarrist bei Bad Religion. Außerdem spielte er bis 1979 in der Band Red Cross (später Redd Kross) und beteiligt sich an einigen weiteren Projekten wie Punk Rock Karaoke und Black President.

## Karriere

### Circle Jerks
In den späten 70ern war er Mitglied bei Redd Kross (Red Cross), wo er unter anderem mit dem Bassisten Steve McDonald und dem Schlagzeuger Ron Reyers spielte. Im Jahre 1980 verließ er Redd Kross, um mit dem ehemaligen Black-Flag-Sänger Keith Morris die Band Circle Jerks zu gründen, wo er den Part des Leadgitarristen übernahm. Kurz nach der Veröffentlichung ihres Debütalbums Group Sex im Jahre 1981 wurden die Circle Jerks in der Dokumentation The Decline of Western Civilization (Der Zerfall der westlichen Zivilisation) mit einigen namhaften Punk-Bands aus Los Angeles erwähnt.
1982 brachte die Band ihr zweites Album mit dem Titel Wild in the Streets auf den Markt. Dieses Album verkaufte sich nicht so gut wie die dritte Veröffentlichung Golden Shower of Hits aus dem Jahre 1983.
Ende der 80er trennte sich die Band. 1994 vereinigte Greg Hetson die Circle Jerks wieder und war bis 2013 gleichzeitig sowohl bei den Circle Jerks wie auch bei Bad Religion aktiv.

### Bad Religion
Das erste Mal wurde Greg Hetson bei Bad Religions Debütalbum How Could Hell Be Any Worse? erwähnt, jedoch nur für das Gitarrensolo beim Lied Part III. Das erste Album, auf welchem Greg Hetson als dauerhaftes Mitglied bei Bad Religion fungierte, war Back to the Known aus dem Jahre 1984. Mit diesem Album vollzogen Bad Religion eine Rückkehr zu ihren Punk-Rock-Wurzeln, nachdem sie mit dem Album Into the Unknown einen ziemlich erfolglosen Ausflug in die Welt des Progressive Rock gewagt hatten.
1988 wurde dann das hoch gelobte Album Suffer produziert, das von da an den Sound von Bad Religion bestimmte, nicht zuletzt dank der Riffs und Soli von Greg Hetson.
2013 überraschten Bad Religion auf einigen Festivals ihre Fans mit der Abstinenz von Hetson (da Brett Gurewitz i. d. R. nur Studiomitglied ist, war Brian Baker somit der einzige Gitarrist). Die Band gab sich zunächst bedeckt zu Spekulationen um Hetsons Ausstieg und gab lediglich zu Protokoll, dass Hetson aus privaten Gründen aktuell pausiere. Hetson selbst bestätigte schließlich im April 2014 seinen Ausstieg nach 29 Jahren als Mitglied von Bad Religion. Sein Ersatz in Person von Mike Dimkich ist mittlerweile festes Bandmitglied.

## Weitere Projekte

### Punk Rock Karaoke
Hetson spielt nebenbei noch in einer Supergroup namens "Punk Rock Karaoke", wo auch der Gitarrist Eric Melvin von NOFX und Steve Soto von The Adolescents spielen.

### Black President
Greg Hetson gründete eine weitere Band mit Veteranen der Punk-Rock-Szene unter dem Namen Black President. Hier wirken folgende Musiker mit: Charlie Paulson von Goldfinger, Jason Christopher und Ty Smith von Guttermouth sowie Christian Black, der einst mit Dee Dee Ramone spielte. 2008 erschien das Debütalbum der Band.